# Бінкін Зіновій Юрійович
Зіновій Юрійович Бінкін (справжнє ім'я — Зельман Юдович Грінман; 31 березня 1913, Юзівка — †22 листопада 1985, Москва) — радянський трубач, композитор і диригент, артист симфонічного оркестру Донецького радіо, соліст оркестру НКО СРСР, Заслужений діяч мистецтв РРФСР (1976).

## Біографічні відомості
Народився 31 березня 1913 року в Юзівці (нині Донецьк).
1928–1934 — соліст-трубач у симфонічному оркестрі Донецького радіо.
У 1934 році закінчив Московський музичний технікум імені Жовтневої революції по класу труби Михайла Табакова.
З 1935 року — соліст-трубач і інструментовщиком, а потім диригент Особливої зразково-показового оркестру Наркомату оборони СРСР і вже відомий композитор.
З 1945 по 1953 роки перебував на засланні в Салехарді, де створив джазовий оркестр. У 1957 році закінчив диригентський факультет Московської консерваторії по класу Бориса Хайкіна.
З 1956 — він завідував редакцією естрадної та духової музики видавництва «Радянський композитор».
Помер 22 листопада 1985. Похований у Москві на Введенському кладовищі (ділянка № 6).

## Творчий спадок
На рахунку Бінкіна — кілька симфонічних творів, а також більше 100 естрадних пісень. Їх співали Олег Анофрієв, Вадим Мулерман, Лев Лещенко, а також вокально-інструментальні ансамблі «Синій птах», «Самоцвіти» і «Співаючі серця».